# Sebastian Francis Shah

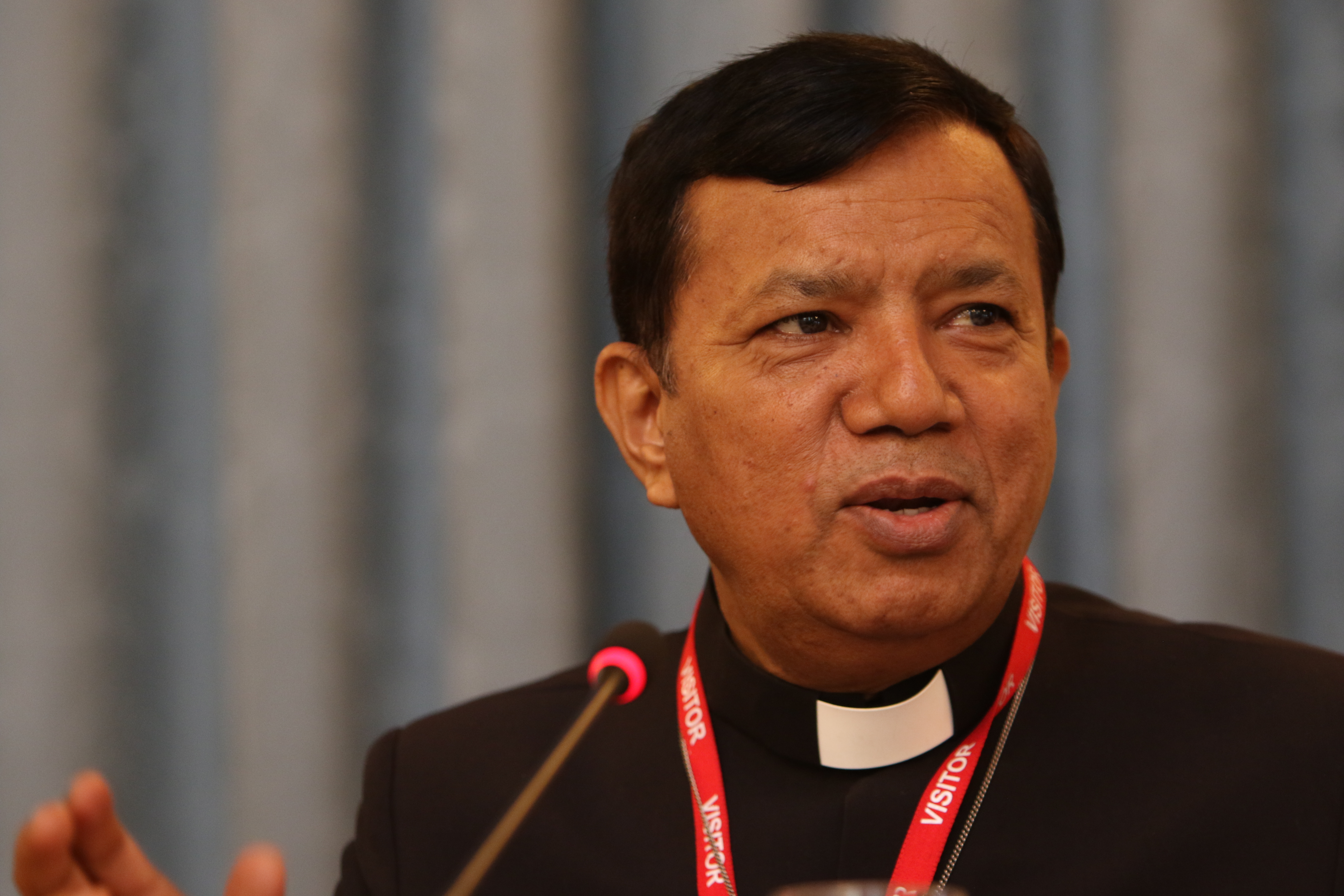
Erzbischof Sebastian Francis Shah (2016)

Sebastian Francis Shah OFM (* 14. November 1957 in Padri-Jo-Goth) ist ein pakistanischer Ordensgeistlicher und römisch-katholischer Erzbischof von Lahore.

## Leben
Sebastian Francis Shah trat in die Ordensgemeinschaft der Franziskaner ein und empfing am 6. Dezember 1991 das Sakrament der Priesterweihe.
Am 14. Februar 2009 ernannte ihn Papst Benedikt XVI. zum Titularbischof von Tinum und bestellte ihn zum Weihbischof in Lahore. Der Erzbischof von Lahore, Lawrence John Saldanha, spendete ihm am 25. April desselben Jahres die Bischofsweihe; Mitkonsekratoren waren der Bischof von Faisalabad, Joseph Coutts, und der Bischof von Hyderabad in Pakistan, Max John Rodrigues.
Am 14. November 2013 ernannte ihn Papst Franziskus zum Erzbischof von Lahore, nachdem er zuvor das Erzbistum bereits während der Sedisvakanz als Apostolischer Administrator verwaltet hatte. Am 8. Juli 2019 ernannte ihn der Papst für fünf Jahre zum Mitglied der Kongregation für die Institute geweihten Lebens und für die Gesellschaften apostolischen Lebens. Vom 11. April 2021 bis zum 2. Februar 2023 leitete Shah das vakante Bistum Multan als Apostolischer Administrator.
Am 15. August 2024 wurde Erzbischof Shah vom Vatikan suspendiert.